# Slobozia Moară
Slobozia Moară é uma comuna romena localizada no distrito de Dâmboviţa, na região de Muntênia. A comuna possui uma área de 16.71 km² e sua população era de 2285 habitantes segundo o censo de 2007.